# Corda (alpinismo)
La corda è senza dubbio il materiale più importante per qualsiasi arrampicatore e alpinista. Essa può essere considerata come una sorta di "paracadute" ed è l'elemento fondamentale di tutta la catena di assicurazione.
Nella storia dell'alpinismo si ricordano le prime corde interamente in canapa che, seppur analoghe nello scopo, avevano caratteristiche completamente diverse da quelle cosiddette "moderne", i cui materiali e caratteristiche tecnologiche e costruttive sono, peraltro, in continua evoluzione.

## Le moderne corde d'arrampicata e da alpinismo

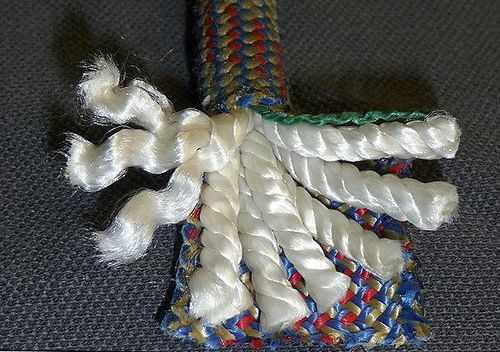
Struttura interna di una corda da arrampicata o alpinismo

Le corde in fibra poliammidica (tipo nylon 6, nylon 6-6, perlon, ecc.) hanno una struttura centrale detta anima e una guaina detta camicia o calza.
Il componente fondamentale di tutta la corda è il monofilamento sintetico. Attorcigliando più monofilamenti vengono ottenuti i cosiddetti stoppini; attorcigliando gli stoppini tra loro si ottengono i trefoli che, attorcigliati a loro volta, formano l'anima della corda. La calza invece si ottiene intrecciando tra loro più stoppini.
Secondo le norme vigenti l'anima della corda deve costituire almeno il 50% della massa totale.
Le principali caratteristiche che una corda deve possedere (anche per poter soddisfare le norme vigenti e gli standard di sicurezza) sono:
- resistenza alla rottura per un certo numero di cadute al limite delle caratteristiche per cui la corda stessa è certificata;
- deformabilità dinamica in grado di ridurre la forza d'arresto massima, che in caso di caduta si ripercuote sul corpo del caduto e sugli ancoraggi;
- notevole maneggevolezza anche nelle peggiori condizioni ambientali (ghiaccio, neve, acqua..);
- elevata scorrevolezza nei moschettoni;
- buona annodabilità.

## Tipologie delle corde d'arrampicata e da alpinismo

### Corde dinamiche
In arrampicata e alpinismo vengono sempre utilizzate corde di tipo "dinamico", cioè con un certo grado di elasticità, necessario ad assorbire gli urti.
Le corde vengono classificate secondo molteplici parametri: tipo, peso, diametro, caratteristiche tecnologiche (ad es.: corde superdry ad asciugamento ultrarapido). Inoltre tutte le corde per l'arrampicata e l'alpinismo devono rispondere a requisiti minimi dettati dalle norme EN 892 per poter essere omologate e vendute.
Le corde vengono distinte secondo la normativa EN 892 in:
- Corde semplici, dette anche intere o singole. Hanno molteplici utilizzi, ma trovano il loro campo di applicazione principale nell'arrampicata sportiva.
- Mezze corde che, in generale, vengono utilizzate in coppia, soprattutto nell'alpinismo. Il principale vantaggio del loro utilizzo sta nel fatto che ciascuna può essere collegata singolarmente ai diversi punti di ancoraggio, riducendo così l'attrito della corda e il rischio che questa si blocchi nell'ancoraggio, fenomeno possibile nelle vie di montagna, dove gli ancoraggi sono distanti e non allineati tra loro.
- Corde gemellari vendute esclusivamente in coppia, e testate (sempre in coppia) nelle stesse condizioni della corda semplice; in arrampicata vanno sempre utilizzate insieme (accoppiate). Data la loro leggerezza possono trovare applicazione nella posa di corde fisse temporanee e nella progressione in conserva.

In generale una corda "tipica" per l'arrampicata e/o alpinismo ha un peso usualmente compreso nell'intervallo 70-85 g per metro lineare per le corde semplici e 45-55 g/m per le mezze corde, ed una lunghezza di 50 o 60 metri (lunghezza tipica dei tiri in una via d'arrampicata).
Sebbene il diametro sia sempre ben evidenziato (anche commercialmente), e nonostante fosse un tempo il parametro di riferimento per la distinzione delle mezze corde, attualmente l'unico tratto caratterizzante a livello normativo è la forza d'arresto massima.

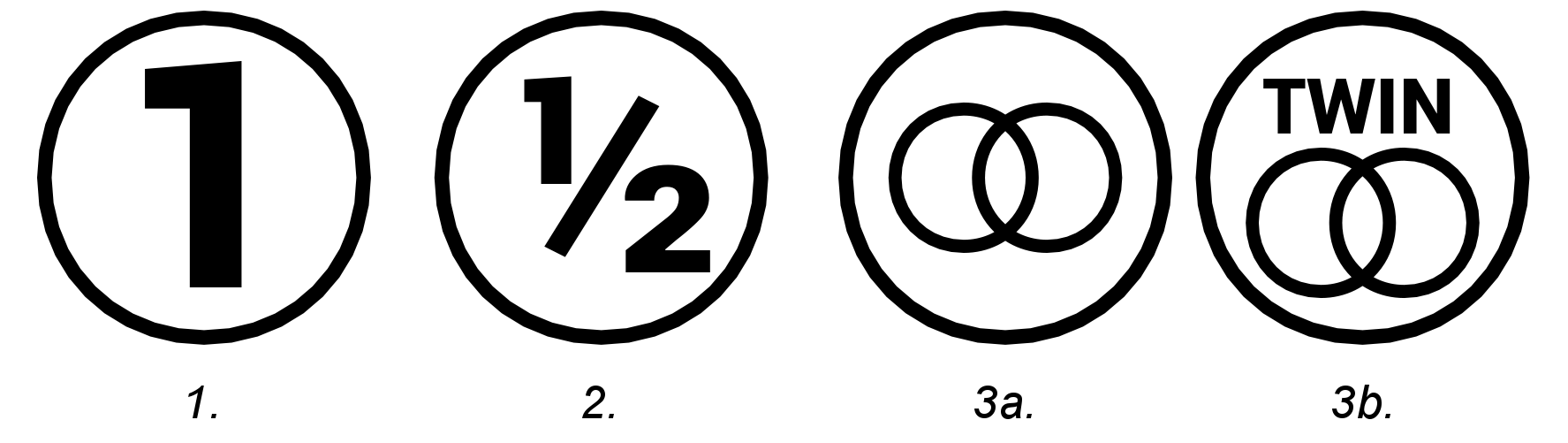
Classificazione delle corde per alpinismo secondo la normativa EN 892

Le corde per uso arrampicatorio e alpinistico sono identificate mediante:
- un cartellino descrittivo che deve sempre essere fornito a corredo della corda e indicante tipo, diametro, lunghezza, peso per metro, forza di arresto massima, numero di cadute massime sopportabili, scorrimento della guaina, allungamento statico, ed informazioni supplementari relative a vita media del prodotto, condizioni di manutenzione, stoccaggio, pulizia, ecc..
- una fascetta applicata ad entrambe le estremità riportante:
  - il riferimento EN 892
  - il nome e/o marchio del produttore
  - il marchio CE
  - il tipo di corda (semplice, mezza, gemellare): un numero 1 all'interno di un cerchio per la corda intera; la frazione 1/2 all'interno di un cerchio per la mezza corda; due cerchi intersecati (eventualmente sovrastati dalla scritta «TWIN») all'interno di un cerchio per le corde gemellari.
  - eventualmente il marchio UIAA se la corda soddisfa le norme UIAA (opzionale)

N.B.: Oggi si possono trovare sul mercato anche corde che, soddisfacendo tutti i diversi requisiti richiesti dalle normative, sono contemporaneamente classificate - per tipologia - sia come corde intere, sia come mezze (sia come gemellari). Nel qual caso, la fascetta riporta tutte le tipologie per le quali la corda è stata omologata.

### Corde statiche
Si dicono statiche quelle corde che non hanno elasticità (o hanno un grado di elasticità molto basso) e che quindi reagiscono in caso di sollecitazione con poco o nessun allungamento. In ambito alpinistico questo tipo di corde trova applicazione solo per la posa di corde fisse permanenti (su alcuni sentieri attrezzati o nelle spedizioni in alta quota), mentre è il tipo di corda utilizzato abitualmente in speleologia per la discesa e la risalita nei pozzi.
Questo tipo di corda non è adatto all'arrampicata, in quanto la mancanza di allungamento elastico fa sì che l'arresto dell'arrampicatore in caso di caduta sia estremamente brusco, aumentando così notevolmente il rischio di lesioni gravi all'arrampicatore nonché il rischio di fuoriuscita o rottura dell'ancoraggio, sul quale viene scaricata l'energia che nelle corde dinamiche è dissipata con l'allungamento. Proprio questa sua caratteristica lo rende invece utile per le corde fisse e per la speleologia.

## Normativa e condizioni di test

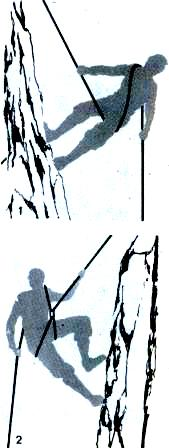
Tecniche di discesa in disuso, senza imbrago e freni

Le caratteristiche meccaniche della corda dipendono dal materiale e dal processo di fabbricazione.
Una serie di monofilamenti non attorcigliati ha un carico di rottura maggiore di quello ottenibile dagli stessi monofilamenti attorcigliati, e l'attorcigliamento ne riduce anche la lunghezza totale. Un forte grado di attorcigliamento comporta corde pesanti, perché più lunghe, e meno resistenti, ma con buona capacità di assorbimento di energia (deformabilità); per contro un basso grado di attorcigliamento fornisce corde con caratteristiche opposte. La corda ottimale dovrà rappresentare quindi il miglior compromesso fra le caratteristiche di resistenza e di assorbimento di energia.
Nelle prove si cerca di riprodurre le condizioni di caduta di un capocordata, simulato da una massa di 80 kg per le corde semplici e gemellari (testate in coppia) e 55 kg per le mezze corde, da un'altezza di 4,7 metri simulando un fattore di caduta pari a 1,74 mediante l'uso di un apparecchio chiamato Dodero.

### Resistenza alla rottura
Utilizzando il Dodero si sottopone la corda a ripetute prove fino alla rottura della medesima.
Le corde intere e le mezze corde devono entrambe resistere ad almeno cinque cadute (ciascuna simulata con pesi differenti), le gemellari a dodici.
In base al numero di cadute le corde vengono anche divise in due classi: a «resistenza secondo le norme» ed a «resistenza superiore alle norme» o multistrappo (resistenza a 9 o più cadute).

### Forza massima d'arresto
La forza massima d'arresto misurata non deve superare 12 kN per le corde semplici e gemellari, 8 kN per le mezze corde.

### Allungamento statico
Sospendendo 80 kg per 10 minuti ad una corda pre-tesa (per annullare effetti dinamici) mediante un peso di 5 kg, la corda non deve allungarsi oltre il 10% per le corde semplici e gemellari (2 capi) ed oltre il 12% per le mezze corde (norma EN 892).

### Annodabilità
Viene fatto un nodo semplice sulla corda, che poi è trazionata con una forza di 0,1 kN. La corda viene poi scaricata a 0,01 kN, e l'apertura (occhiello) del nodo non deve superare 1,1 volte il diametro della corda.

### Scorrimento della guaina
Un tratto di corda lungo 2 metri viene fatto passare attraverso orifizi dove vengono esercitate varie pressioni. Dopo 5 passaggi lo scorrimento della guaina sull'anima deve essere inferiore al 2%.